# Присядка

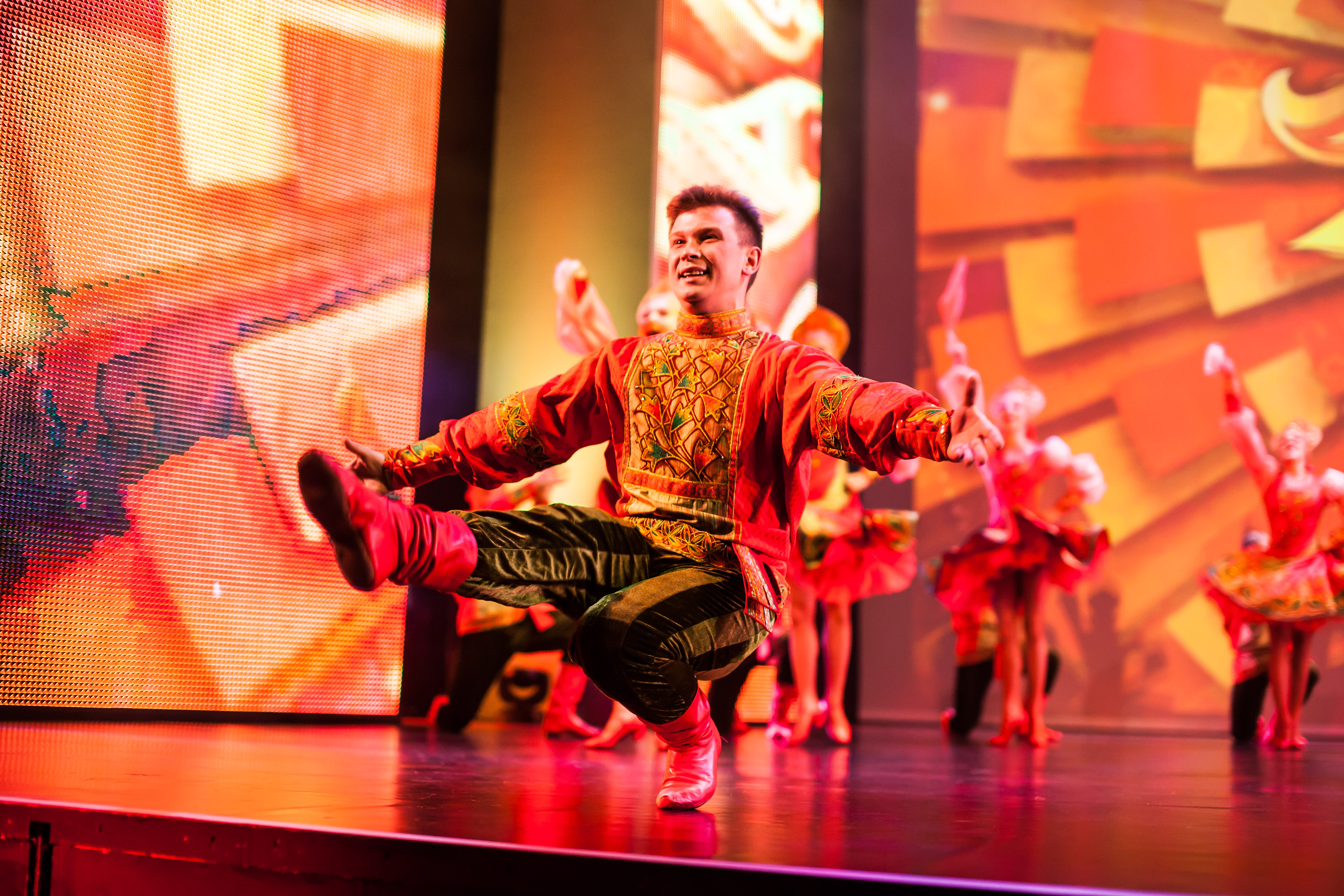
Российский танцор на Imagine Cup

Присядка (укр. присiдання) — тип мужского танцевального движения в восточнославянских танцах, в ходе которого танцор приседает и выставляет ноги по очереди.

## Описание
Существует два основных типа движения. В первой разновидности, под названием «полные присядки», танцор приседает на одной ноге, в то время как другая вытянута прямо, и повторяет то же самое, чередуя присевшую ногу, оставаясь в присевшей позиции. В другой разновидности, которая называется «полуприсядки», танцор быстро приседает, а затем подпрыгивает, делая низкий толчок одной ногой в сторону или на пятку.

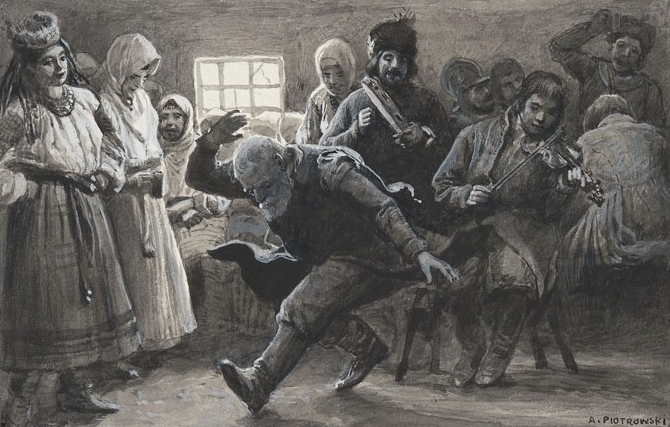
Ян Онуфрий Заглоба танцует вприсядку. Иллюстрация к книге Генрика Сенкевича «Огнём и мечом»

Это отличительный элемент ряда восточнославянских танцев, таких как казачок, гопак, «Барыня». Он также вошёл в польскую культуру. Например, в романе «Огнём и мечом» Генрика Сенкевича описывается, как люди танцевали вприсядку (пол. w prysiudach), в том числе персонаж Ян Онуфрий Заглоба.
Ранние свидетельства о присядке встречаются в Псалтыре середины XIV века, где буква А изображает танцующего и играющего на гуслях скомороха.
В импровизированных народных танцах присядка предполагает более затейливую работу ног: помимо толчка свободной ногой её часто закидывают на бедро опорной ноги, также перекатываются с носка опорной ноги на колено и обратно, садятся на шпагат и т. д.

## Присядка в других культурах
Танцевальные сцены, изображённые на древних месопотамских артефактах, говорят о том, что жители Месопотамии исполняли танец, похожий на присядку.

## Галерея

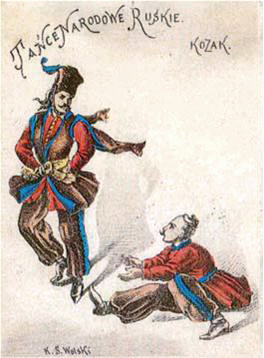
Русинский народный танец «Козак»
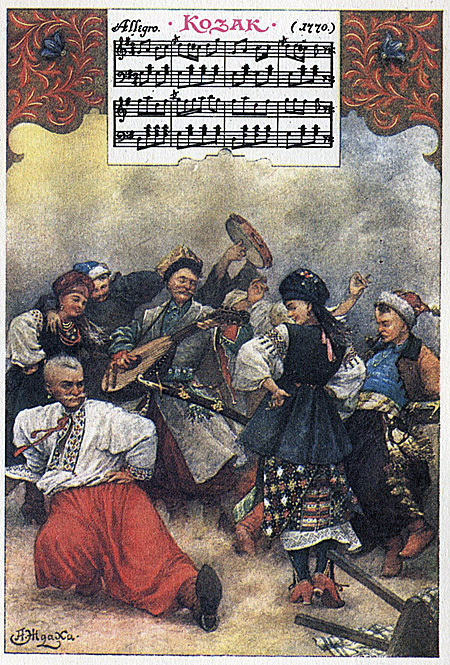
Почтовая открытка на песню «Козак»
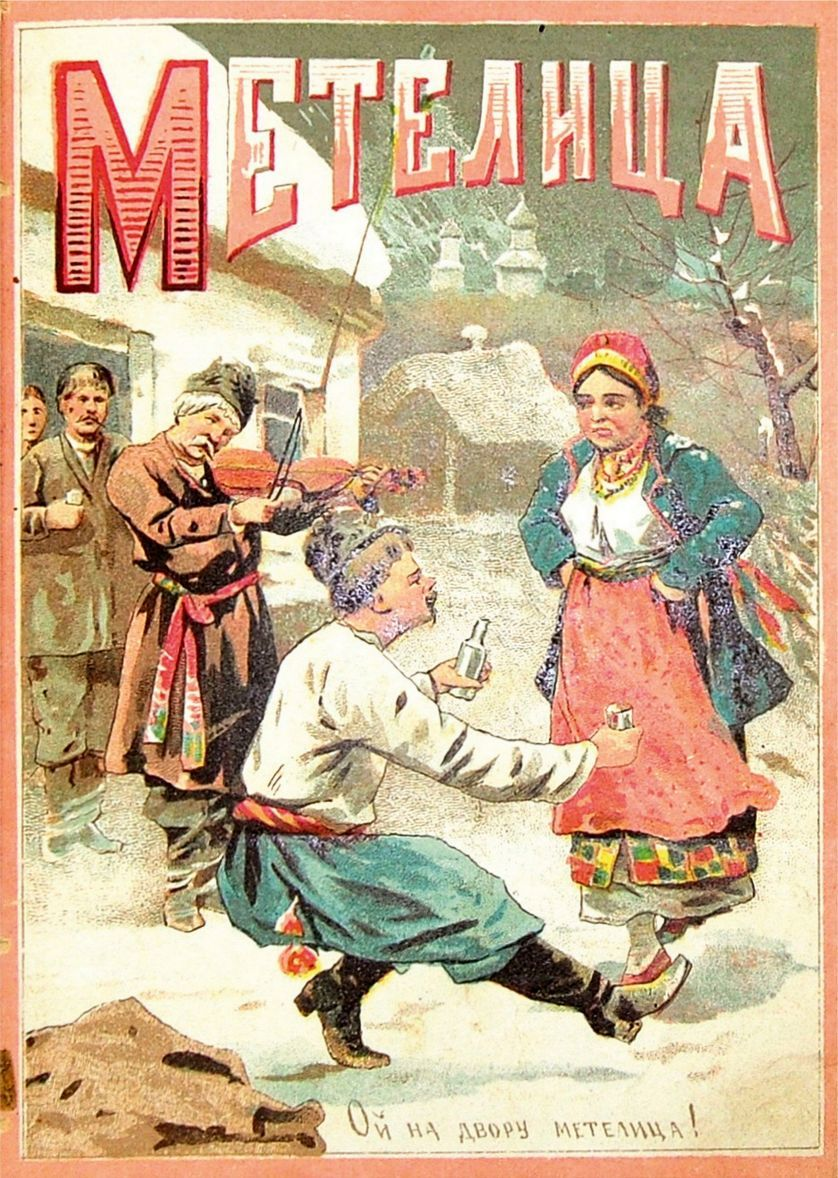
«Метелица»
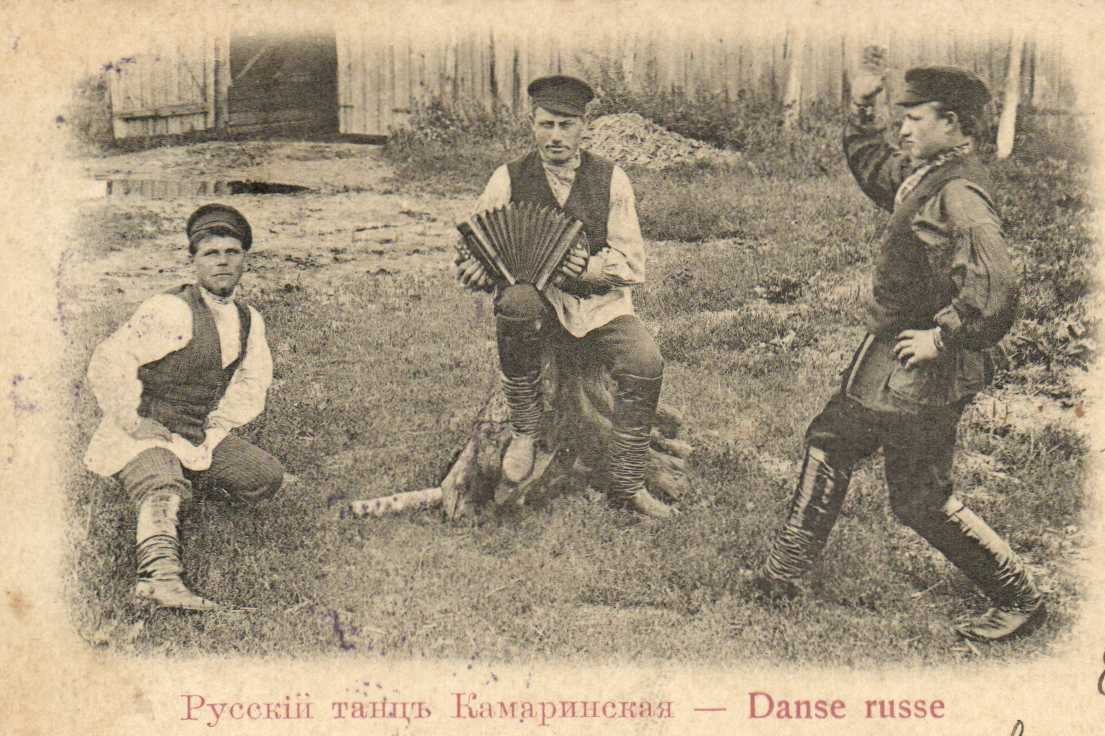
«Камаринская»
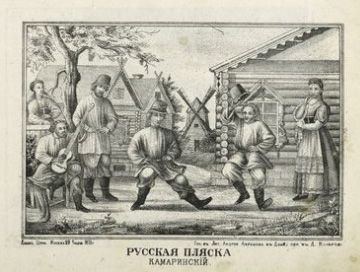
«Камаринский»
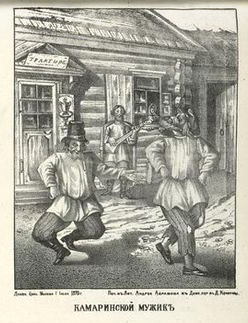
Лубок «Камаринский мужик»
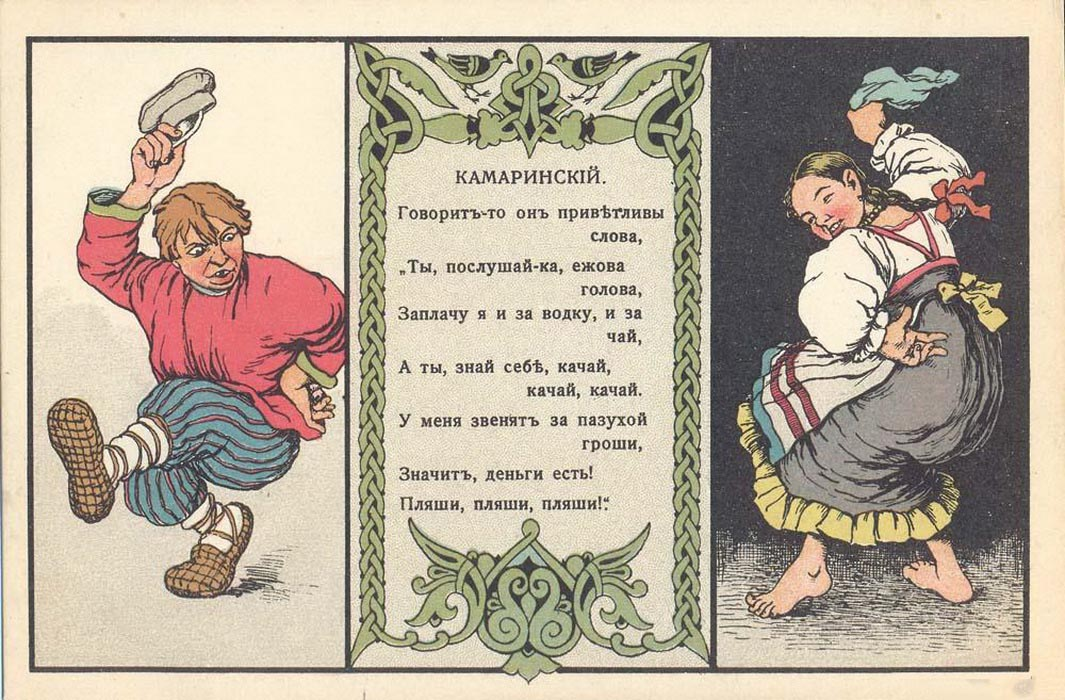
Текст частушки «Камаринский»
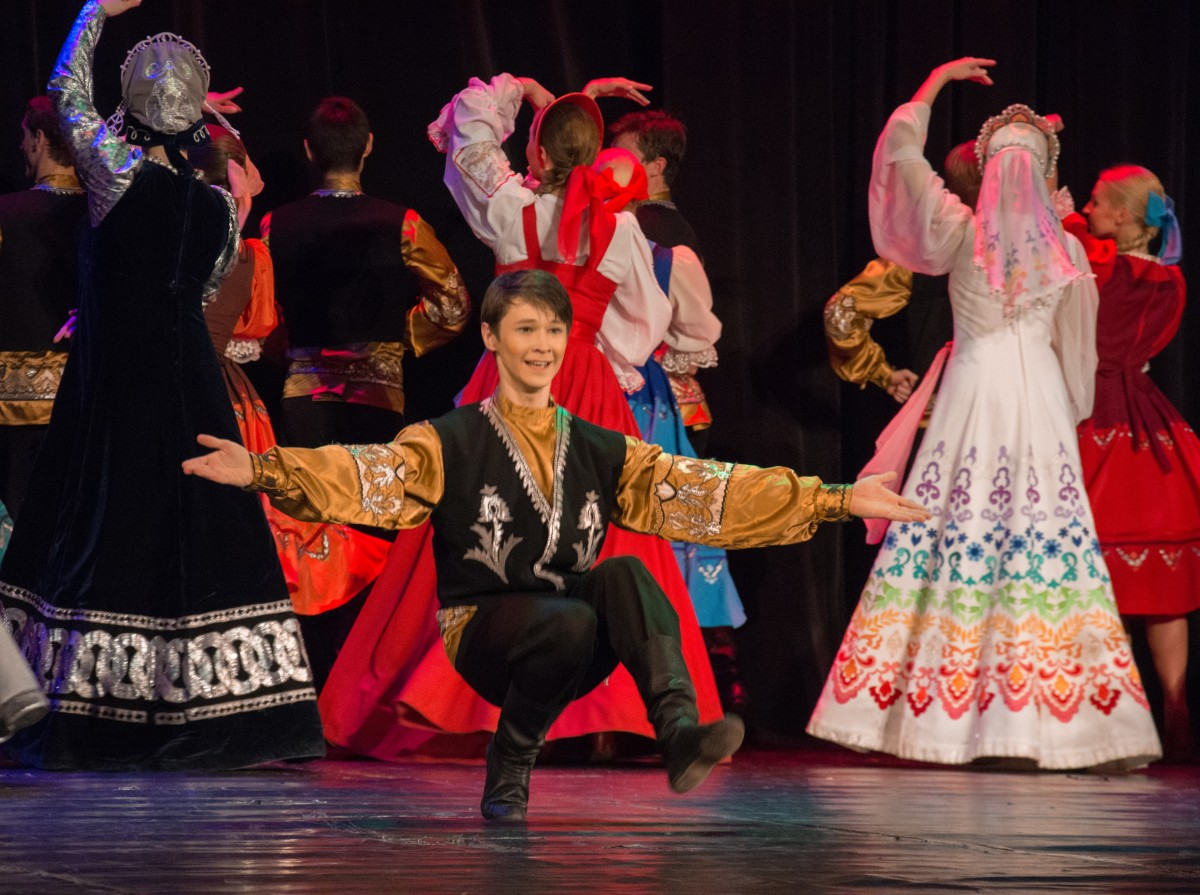
Хореографический ансамбль «Берёзка»
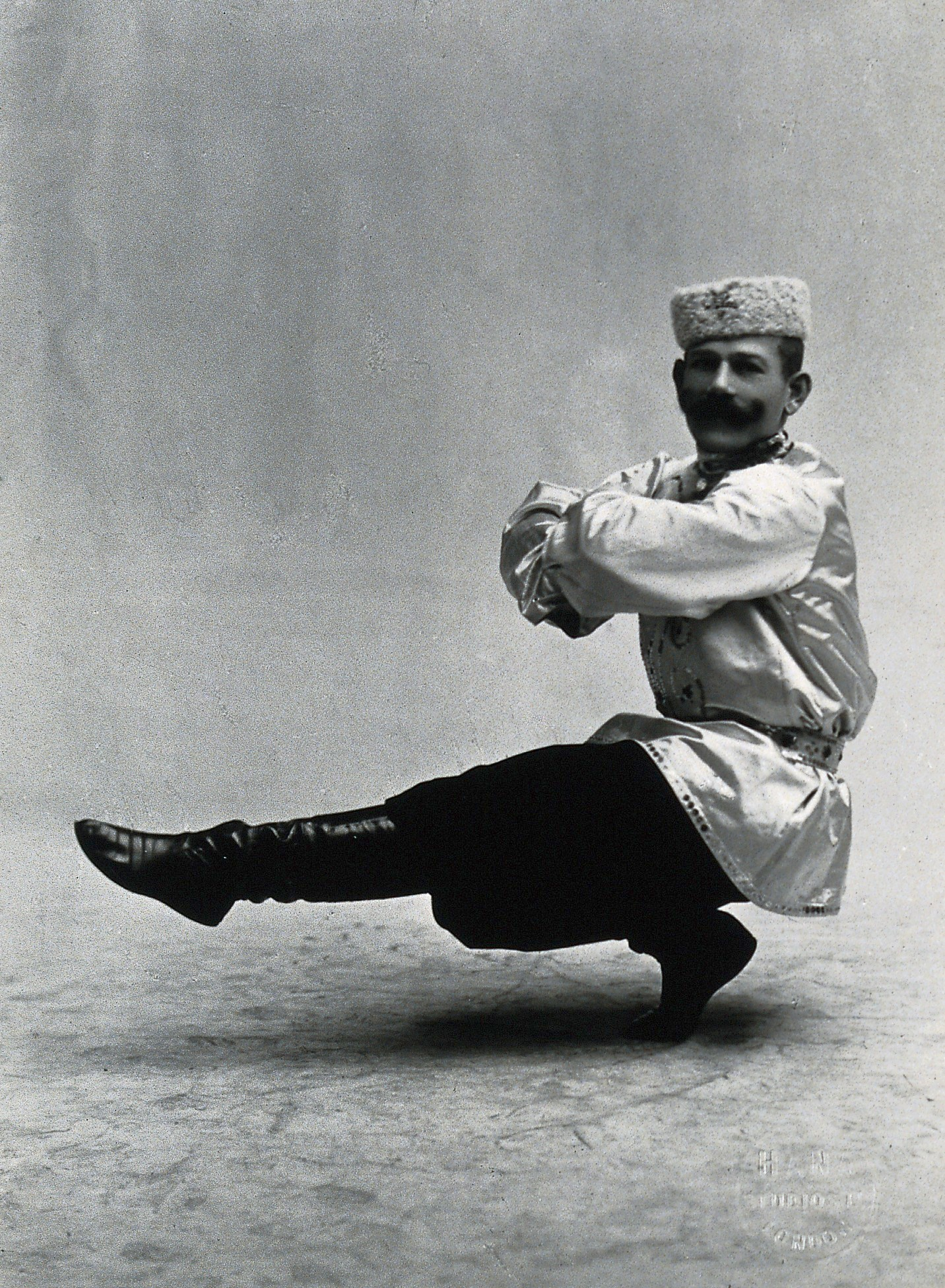
Мужчина танцует вприсядку
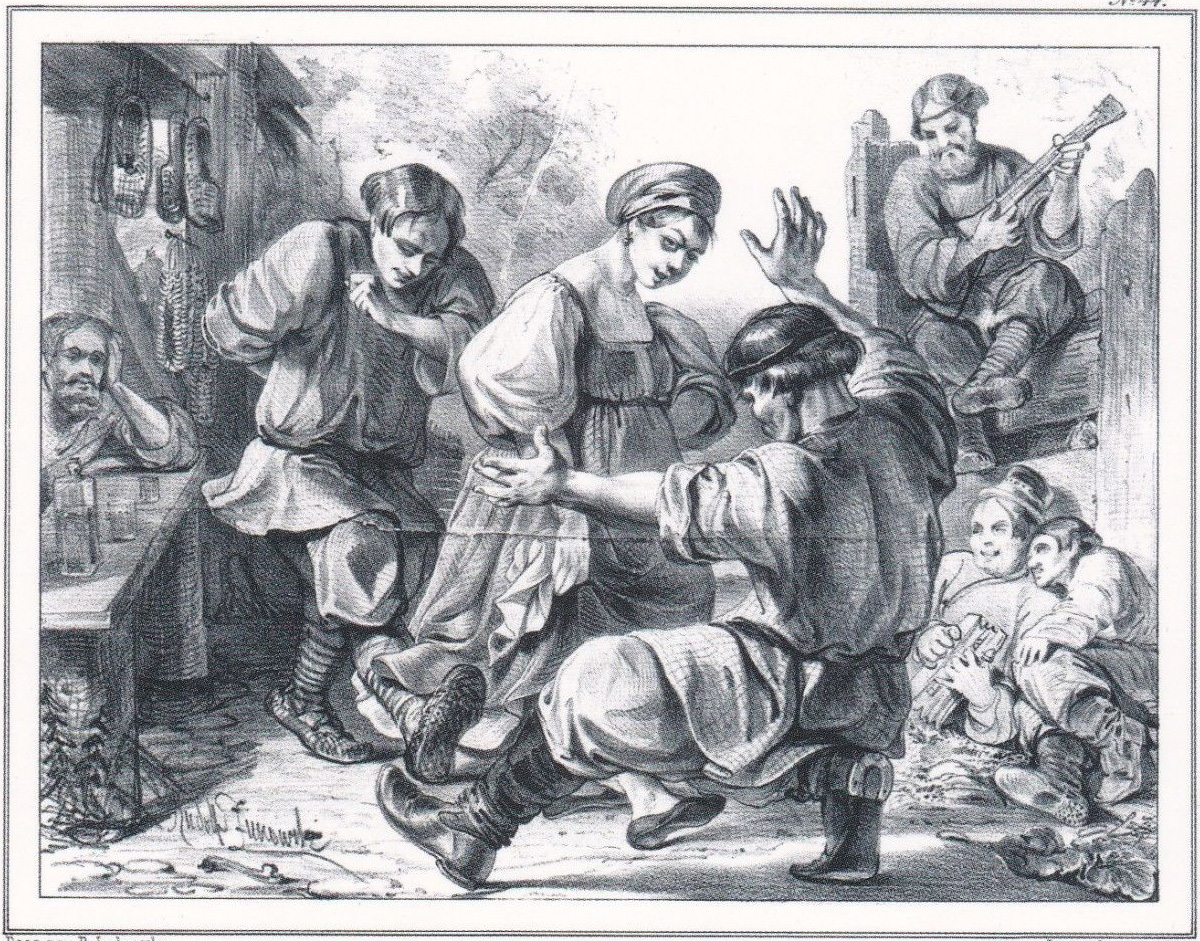
Трепак
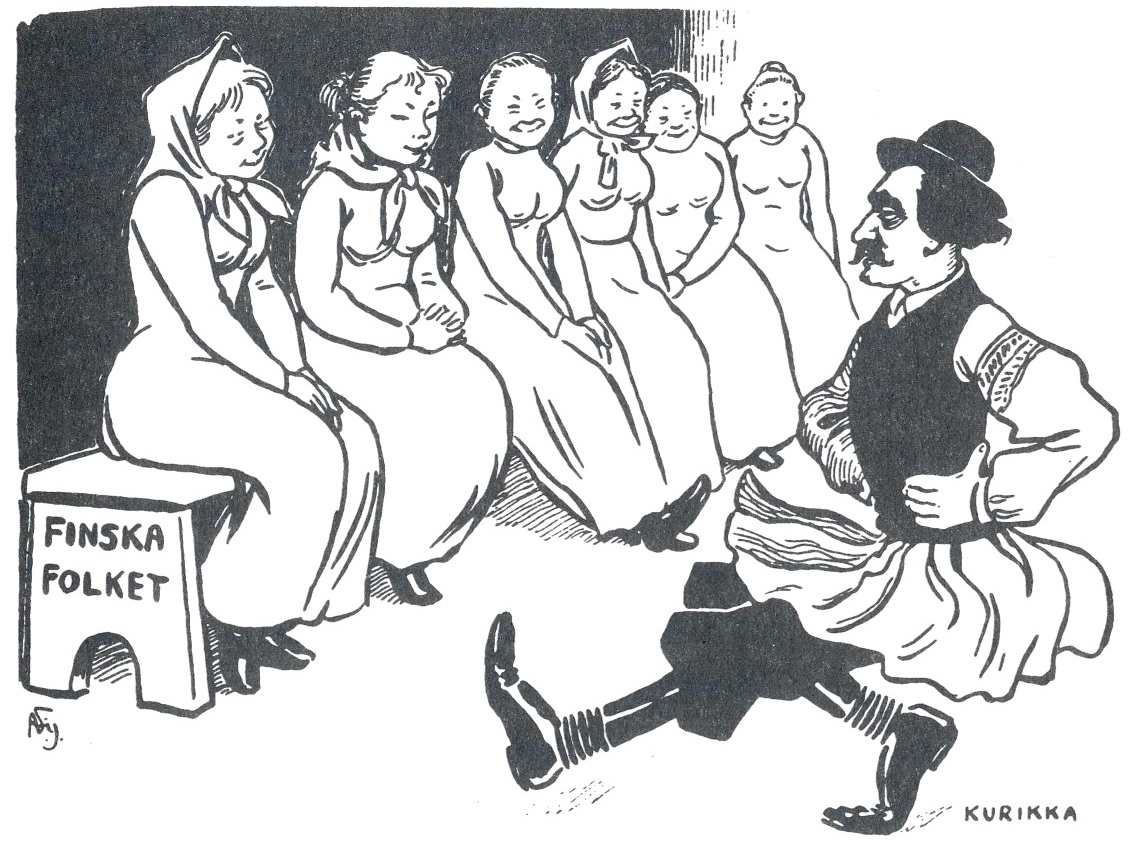
Матти Курикка танцует трепак
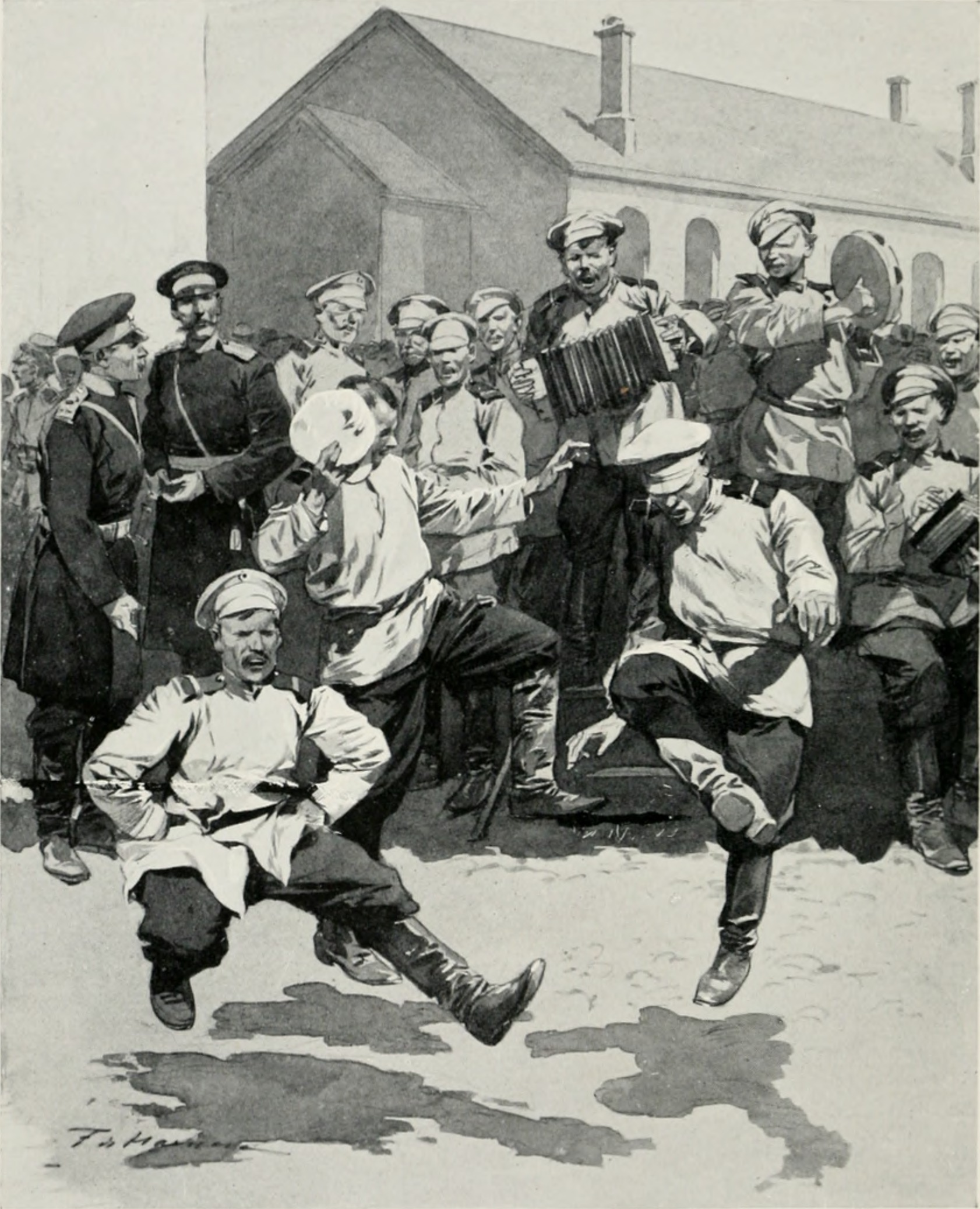
Солдаты танцуют в казарме
«Яблочко»
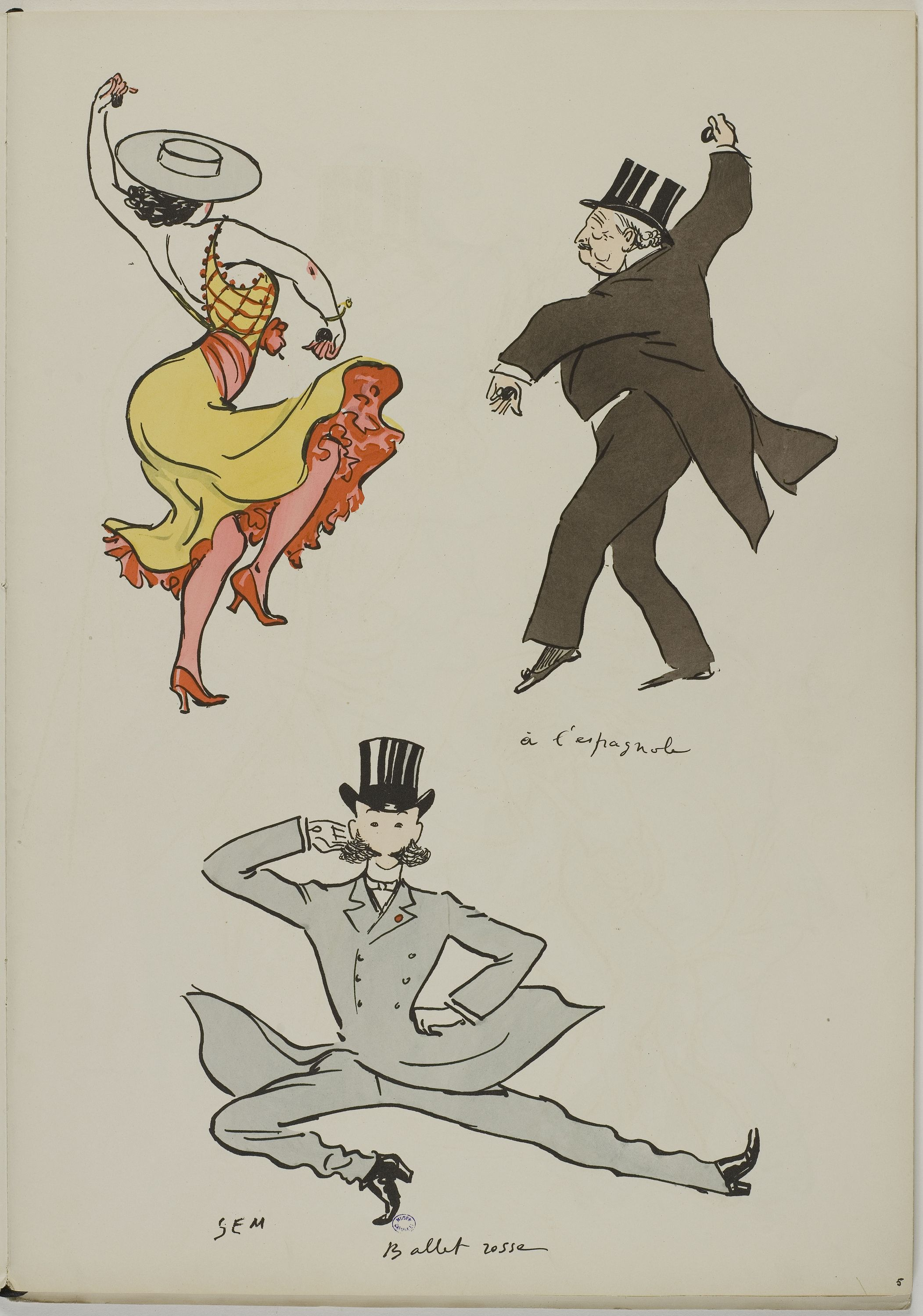
«Испанский танец» и «Русский танец»

## В массовой культуре
Умение танцевать вприсядку на протезах является одним из важнейших моментов романа «Повесть о настоящем человеке» Бориса Полевого.
В компьютерной игре Street Fighter II Горбачёв с Зангиевым и группой агентов КГБ исполняет «русский танец вприсядку» в честь праздника.
В польском фильме 1936 года «Герои Сибири» есть эпизод, где сосланные в Сибирь польские повстанцы веселятся с крестьянами. Русский парень делает причудливое приседание, после чего польский офицер говорит: «Я могу сделать то же самое». После этого показывают, что офицер делает такое же движение, сидя на низкой табуретке.